# Hong Kong lasciapassare per un massacro
Hong Kong lasciapassare per un massacro  è un film hongkonghese del 1970 diretto da Lung Chien.

## Trama
Il padre di Polly viene assassinato. Lei e i suoi fratelli lo vogliono vendicare.